# هوب بيم
هوب بيم هي شخصية خيالية في مارفل كومكس،قامت إيفانجلين ليلي بدور الشخصية في أفلام مارفل.